# Dinamani
Dinamani is een Tamil-dagblad in India. De krant werd opgericht in 1933, de eerste krant kwam uit op 11 september 1934. Het dagblad wordt gedrukt en uitgegeven in Chennai, Coimbatore, Vellore, Tiruchirappalli, Madurai, Tirunelveli, Dharmapuri, Bangalore (Karnataka) en New Delhi. Het is in handen van The New Indian Express group.